# 弹药人民委员部
弹药人民委员部(Народный комиссариат боеприпасов - НКБ)是苏德战争前后苏联存在的一个政府部门，隶属于苏联人民委员会。 主管弹药与炸药的生产。 

## 历史
1939年1月11日，苏联国防工业人民委员部被拆分，从中成立弹药人民委员部，主管53家生产厂、12家设计院所局、5家建筑公司、5所大学、11所技术学校，员工337,141人。
战争初期，炮兵部队缺乏炮弹，往往延误战机。最为艰难的1942年1月，从后方送往前线的炮弹只能满足炮兵44%的需求。到2月份，喀秋莎火箭炮由于缺乏火箭弹经常趴窝。由于前线无法得到足够的弹药，撤换了弹药人民委员。
1946年1月7日，改名为农业机械人民委员部(Наркомат сельскохозяйственного машиностроения CCCP)。1946年6月26日，改为农业机械部。

## 部机关
机关大楼位于莫斯科市基洛夫街(ул. Кирова)29号，即现在的Мясницкая路。 

## 历任人民委员
- 伊万·巴弗洛维奇·谢尔盖耶夫（俄语：Сергеев, Иван Павлович）（1939年1月11日-1941年5月3日）
- 彼得·尼古拉耶维奇·戈列梅金（俄语：Горемыкин, Пётр Николаевич） (1941年5月3日-1942年2月16日)
- 鲍里斯·利沃维奇·万尼科夫 (1942年2月16日-1946年1月7日)
- 鲍里斯·利沃维奇·万尼科夫 (1946年1月7日至1946年6月26日，苏联农业机械人民委员)